# Camerata de Berne
La Camerata de Berne, aussi connue internationalement sous le nom de Camerata Bern, est un orchestre de chambre suisse fondé en 1962, basé à Berne.

## Historique
Fondée en 1962, la Camerata de Berne réunit une quinzaine d'instrumentistes à cordes et un clavecin. La formation est dirigée par leur violon solo.
Le répertoire de l'ensemble est centré sur la littérature pour orchestre à cordes et couvre la période comprise entre la musique baroque et la musique contemporaine.
Depuis 2018, Patricia Kopatchinskaja est partenaire artistique de la Camerata,.

## Directeurs musicaux
Comme directeurs musicaux de la Camerata de Berne, se sont succédé :
- Alexander van Wijnkoop (1962-1978) ;
- Thomas Füri (1979-1992) ;
- Ana Chumachenko ;
- D. Zismann et Thomas Zehetmair (1994-1998) ;
- Kolja Blacher, Christine Busch et Arvid Engegard (1998-2000) ;
- Erich Höbart (2000-2009) ;
- Antje Weithaas (2009-2018) ;
- Patricia Kopatchinskaja (depuis 2018).

## Créations
L'ensemble a notamment créé des œuvres d'Isang Yun (Gong-Hu, 1975), Edison Denisov (Variations sur le choral de Bach « Es ist genug », 1989) et Thomas Demenga (en) (Stimmen, capriccio pour violon, cordes et clavecin synthétisé, 1993).